# 뉴스투나잇 (연합뉴스TV)
《뉴스투나잇》은 대한민국 연합뉴스TV에서 평일 밤 9시 40분, 주말 밤 10시에 방송되는 연합뉴스TV의 메인 뉴스 프로그램이다. 2011년 12월 1일부터 프로그램 스포츠 와이드 후속으로 편성되었다. 주말, 공휴일에는 《뉴스 22》, 《뉴스 23》으로 방송된다.

## 방송 시간
| 방송 채널  | 방송 기간                        | 방송 시간                                                             |
| 연합뉴스TV |                                  |                                                                       |
| ---------- | -------------------------------- | --------------------------------------------------------------------- |
| 연합뉴스TV | 2011년 12월 1일 ~ 2017년 7월 2일 | 평일 밤 10시 50분 ~ 밤 12시 (1시간 10분) 주말 밤 11시 ~ 12시 (1시간)  |
| 연합뉴스TV | 2017년 7월 3일 ~ 현재            | 평일 밤 9시 40분 ~ 11시 55분 (2시간 15분) 주말 밤 10시 ~ 12시 (2시간) |

## 앵커

### 평일
- 서태왕 아나운서 (남)
- 이유진 아나운서 (여)

### 주말
- 무작위

## 같이 보기
- KBS 뉴스 9 (KBS 1TV)
- MBC 뉴스데스크 (MBC TV)
- SBS 8 뉴스 (SBS TV)
- EBS 저녁뉴스 (EBS 1TV)
- JTBC 뉴스룸 (JTBC)
- MBN 뉴스7 (MBN)
- MBN 뉴스센터 (MBN)
- TV조선 뉴스 9 (TV조선)
- TV조선 뉴스 7 (TV조선)
- 뉴스A (채널A)
- YTN 뉴스NIGHT (YTN)